# 1,3-Diiminoisoindolin
1,3-Diiminoisoindolin DII ist ein Isoindol- bzw. Isoindolinderivat, das in 1- und 3-Stellung mit einer Iminogruppe substituiert ist. DII ist eine wichtige Vorstufe für außerordentlich lichtstabile blaue und grüne Pigmente aus der Stoffklasse der Phthalocyanine. Die Verbindung ist auch als Modellverbindung für Porphyrine, Chelate und Pigmente, sowie für Pharmawirkstoffe von Interesse. 

## Historie
Die Grundlagen der Chemie des 1,3-Diiminoisoindolenins wurden von Reginald Patrick Linstead und Mitarbeitern am Imperial College London und von Forschern der Bayer AG, damals Farbenfabriken Bayer, in den 1950er Jahren erarbeitet.

## Darstellung
Das große, insbesondere industrielle, Interesse an Phthalocyaninen hat zur Entwicklung einer Vielzahl von 1,3-Diiminoisoindolenin-Synthesen geführt, die von Phthalsäure (1,2-Benzoldicarbonsäure) und ihren Derivaten, wie z. B. Phthalodinitril, Phthalsäureanhydrid, Phthalimid oder Phthalsäuremono- bzw. -diamid ausgehen.
Phthalsäure bzw. ihre Derivate werden in Substanz oder in hochsiedenden Lösungsmitteln, wie z. B. Nitrobenzol, mit Stickstofflieferanten wie Harnstoff und Ammoniumnitrat NH4NO3 sowie katalytischen Mengen von Diammoniumdimolybdat (NH4)2Mo2O7 erhitzt, wobei 1,3-Diiminoisoindolin in hohen Ausbeuten (> 80 %) gebildet wird. Die Labormethode mit Phthalodinitril und gasförmigem Ammoniak in Methanol mit geringen Mengen Natriummethanolat bei Raumtemperatur (70 % Ausbeute) erfordert keine Molybdänsalze.

## Eigenschaften
Die Diiminostruktur des Isoindol-1,3-diimins steht im Gleichgewicht mit der Amino-iminostruktur des 1-Amino-3-iminoisoindolins.
Im festen Zustand liegt 1,3-Diiminoisoindolin in der Aminoform vor. Aus heißer Benzollösung erhaltene Kristalle enthalten ausschließlich die syn-Form.
1,3-Diiminoisoindolin ist ein farbloser bzw. hellgelber kristalliner Feststoff, der in langen farblosen Nadeln als Hydrat kristallisiert. Die wasserfreie Substanz löst sich wenig in Wasser, aber gut in Methanol, Ethanol und Aceton. Salze des 1,3-Diiminoindolins sind als Nitrat, Phosphat, Sulfit und Perchlorat schwerlöslich in Wasser. In Säuren, wie z. B. Salzsäure oder Essigsäure bilden sich wasserlösliche Chloride bzw. Acetate, in verdünnten Alkalihydroxiden die leicht löslichen Alkalisalze.
Bei Erwärmen in wässriger Lösung hydrolysiert DII über Monoiminophthalimid zu Phthalimid.
Beim Schmelzen gibt 1,3-Diiminoisoindolenin Ammoniak NH3 ab und bildet gefärbte Kondensationsprodukte. DII wird als zum Niesen reizende und bitter schmeckende Substanz beschrieben.

## Anwendungen
1,3-Diiminoisoindolin reagiert mit überschüssigem Hydrazin N2H4 unter Ringerweiterung zu dem substituierten Diazin bzw. Diazanaphthalin 1,4-Dihydrazinophthalazin.
Mit CH-aciden Verbindungen, wie z. B. Cyanessigsäureethylester, kann DII zu gelben, orangen oder roten Pigmenten kondensiert werden.
Mit 2-Aminopyridin bildet 1,3-Diiminoisoindolin 1,3-Bis(2-pyridinylimino)isoindolin BPI, das wie eine molekulare Pinzette Schwermetallionen wie z. B. Nickel Ni2+ umfassen kann.
Bei der Reaktion von DII mit aromatischen Diaminen wie 1,3-Diaminobenzol oder 2,6-Diaminopyridin entstehen phthalocyaninanaloge so genannte Hemiporphyrazine, bei denen eine oder zwei Isoindolineinheiten durch aromatische Ringe ersetzt sind.
Hemiporphyrazine weisen ein hochkonjugiertes, planares, aber nicht-aromatisches 20π-Elektronensystem auf und sind gute Chelatoren und Chromophore. Sie sind thermisch sehr stabil und unempfindlich gegenüber Sauerstoff, allerdings nicht gegenüber wässrigen Säuren.
Wichtigste Anwendung für 1,3-Diiminoisoindolin ist als Ausgangsstoff für  Phthalocyanine, die durch Kondensation von vier DII-Molekülen zu einem porphyrinartigen, planaren und nach der Hückel-Regel mit [4n+2] = 18 π-Elektronen aromatischen Ringsystem. Phthalocyanine bilden stabile Komplexe mit Übergangsmetallionen, von denen Kupferphthalocyanin als Blaupigment die größte Verbreitung gefunden hat.
Ihre außergewöhnlichen chemischen, photochemischen, optischen und thermischen Eigenschaften machen Phthalocyanine zu vielseitig verwendbaren Materialien für innovative Anwendungen, wie z. B. als Absorber in farbstoffsensibilisierten Solarzellen, Energiespeichermedien, chemische Sensoren, NLO-Materialien, in Quantenpunkten (engl. quantum dots) und als Photosensibilisator in der Phototherapie von Tumoren.